# Fuossera
I Fuossera sono un gruppo musicale hip hop italiano, composto da O'Iank, Sir Fernandez, OJey e Dj Fresella.

## Storia
Cresciuti nel quartiere Piscinola di Napoli, il nome del gruppo, unione delle parole fuosso (fosso in italiano) ed era, fa riferimento a Piazza Tafuri, nel loro quartiere, che ha una forma "a fosso" in quanto tutte le strade limitrofe scendevano verso questa piazza.

### Gli inizi (1998-2003)
Nel 1999 i Fuossera partecipano al disco della Puazze Crew prodotto da Gransta MSV collaborando al brano Si parea RMX, e in seguito producono una demo autoprodotta dal titolo  'Ngopp a nu palk. Con il passare degli anni producono vari singoli come O'silenzio c'accire, Pnzier' Psant con i Co'Sang e Terra bruciata b/w.

### Poesia crudaeSpirito e materia(2004-2010)
Nel 2005 realizzano insieme ai Co'Sang il brano Poesia cruda, inserito poi come traccia bonus nell'album di debutto dei Co'Sang Chi more pe' mme.
Nel 2007 pubblicano il loro primo album, Spirito e materia, a cui prendono parte i Co'Sang, Marracash, Guido Migliaro dei Blue Stuff, il rapper francese Monsi du XVI  e Vincenzo da Via Anfossi.
Nel 2009 collaborano con i Co'Sang al loro secondo album Vita bona nella traccia Nun saje nient'e me. Il 20 novembre dello stesso anno si esibiscono con i Club Dogo in concerto alla Casa della musica di Napoli.
Insieme ai Co'Sang fondano poi l'etichetta Poesia Cruda Dischi, sotto cui pubblicano nel 2010 l'omonimo mixtape Poesia Cruda Mixtape vol. 1, a cui prendono parte, oltre agli stessi Fuossera e Co'Sang, anche artisti quali Gué Pequeno, Jake La Furia, Marracash, Corrado, Daniele Vit e Caneda.

### Sotto i riflettori(2011-2014)
Nel 2011 pubblicano il loro secondo album, Sotto i riflettori, che vanta oltre alla collaborazione dei Co'Sang, anche quella da solista di Ntò, nella traccia Tutto e niente (Remix), realizzata insieme a CoCo e Jovine. Nel disco appaiono anche i Club Dogo in Attento al tuo vicino.
Nel 2012 prendono parte al primo album dell'ex componente dei Co'Sang Luchè, L1, nella traccia Figli dell'odio insieme a CoCo. Nel 2014 prendono parte anche al secondo album di Luchè, L2, nel remix della traccia Sporco napoletano.
Nel 2013 O'Iank lascia il gruppo, mentre l'anno successivo sarà Pepp J-One ad abbandonarlo.

### Demodée lo scioglimento (2016-2018)
Nel 2017 O'Iank e Sir Fernandez pubblicano il terzo album in studio, Démodé, il quale presenta collaborazioni come Clementino, Ntò, Luchè (per la prima volta da solisti, essendosi i Co'Sang sciolti nel 2012), CoCo, Raiz, Enzo Dong, Lele Blade ed MV Killa.
Nel 2018 il gruppo annuncia lo scioglimento.

### La reunion (2023)
Il 1º maggio del 2023 tramite i canali social annunciano la reunion con la formazione originale (O'Iank, Sir Fernandez, Pepp J One e Dj Fresella), esibendosi il 2 giugno a Castel Volturno, al festival Napolindie.
Il 4 ottobre dello stesso anno pubblicano il singolo Stanotte, il quale anticipa l'uscita dell'EP Forever che celebra i 25 anni dalla nascita della band, pubblicato il successivo 25 ottobre.

## Discografia

### Album in studio
- 2007 – Spirito e materia
- 2011 – Sotto i riflettori
- 2017 – Démodé

### EP
- 2023 – Forever

### Mixtape
- 2010 – Poesia Cruda Mixtape vol. 1